# Matyášova fontána

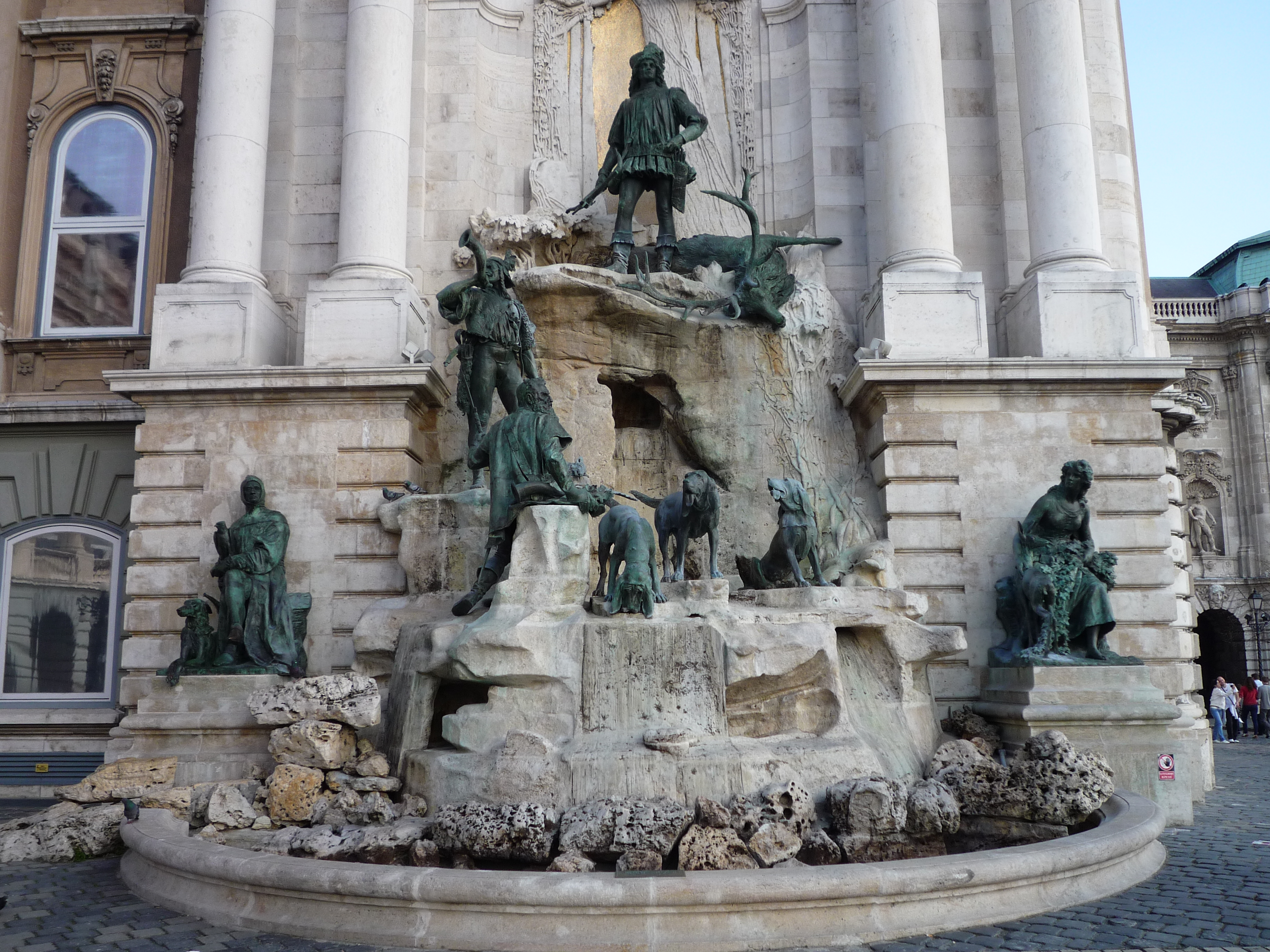
Pohled na fontánu.

Matyášova fontána (maďarsky Matyás-kút) je monumentální fontána na Budínském hradu v Budapešti. Novobarokní fontánu navrhl sochař Alajos Stróbl. Zrealizována byla v letech 1899 až 1904. Slavnostně byla odhalena za přítomnosti rakousko-uherského panovníka. Ve své době byla jednou z nejvíce fotografovaných pamětihodností ve městě. Fontána je ztvárněna do podoby příběhu, kdy krásná Ilona (maďarsky Szép Ilona) se zamilovala do jistého Matyáše, aniž by tušila, že se jedná o krále Matyáše Korvína. Poté, co zjistila identitu svého milého se cítila být nehodna takového vztahu a zemřela žalem.